# Euxoa cuprina
Euxoa cuprina là một loài bướm đêm trong họ Noctuidae.